# Nikolái Polikárpov
Nikolái Nikoláyevich Polikárpov (en idioma ruso: Никола́й Никола́евич Полика́рпов, uyezd de Livny, gobernación de Oriol, Imperio ruso, 9 de julio de 1892-Moscú, URSS, 30 de julio de 1944) fue un diseñador soviético de aviones, conocido como el «rey de los cazas». Diseñó la serie I-15 de cazas, así como el I-16 Ishak (burrito).
En octubre de 1929, fue arrestado y condenado a muerte. En 1931, tras dos años esperando la ejecución, fue trasladado a un campo de trabajo especial de la prisión de Butyrka, y su condena conmutada a 10 años de trabajos forzados. Afortunadamente, debido a su brillante trabajo la pena fue conmutada por prisión condicional, y en junio de 1931 recibió una amnistía completa junto a un grupo de técnicos convictos.
Recibió numerosos premios y honores, entre ellos el Premio Estatal de la URSS en dos ocasiones (1941 y 1943), y la medalla de Héroe del Trabajo Socialista. En la cordillera del Pamir, en Asia Central, un pico lleva el nombre Polikárpov en su honor.
- Datos: Q314035
- Multimedia: Nikolai Nikolaevich Polikarpov / Q314035